# Danh sách quốc gia nơi Tiếng Anh là ngôn ngữ chính thức

Các quốc gia trong đó tiếng Anh là ngôn ngữ chính thức (de facto hoặc de jure).
Các quốc gia Anglosphere là những quốc gia mà tiếng Anh là ngôn ngữ bản địa chính.

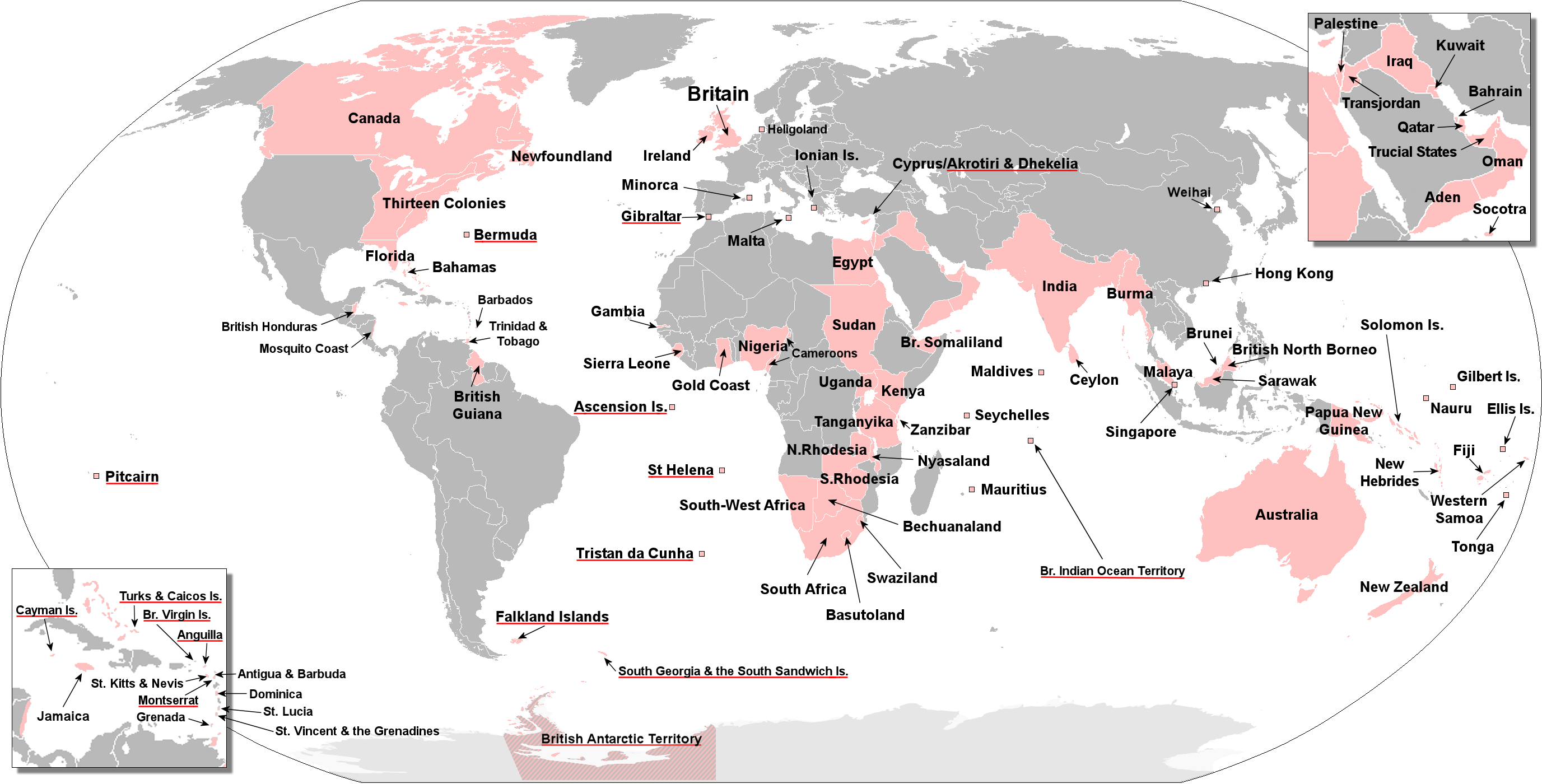
Tất cả các khu vực trên thế giới từng là một phần của Đế quốc Anh. Lãnh thổ hải ngoại hiện tại của Anh có tên được gạch dưới màu đỏ.

Sau đây là danh sách các quốc gia và vùng lãnh thổ mà tiếng Anh là ngôn ngữ chính thức, nghĩa là ngôn ngữ đã được xác nhận tình trạng pháp lý, được dùng trong các cơ chế hành pháp của một quốc gia. Đến năm 2022, có 67 quốc gia có chủ quyền và 27 khu vực trong đó tiếng Anh là ngôn ngữ chính thức. Nhiều đơn vị hành chính đã tuyên bố tiếng Anh là ngôn ngữ chính thức ở cấp địa phương hoặc khu vực.
Phần lớn các quốc gia nơi tiếng Anh là ngôn ngữ chính thức là các lãnh thổ cũ của Đế quốc Anh. Các trường hợp ngoại lệ đáng chú ý bao gồm Rwanda, trước đây là lãnh thổ của Bỉ, Cameroon, nơi chỉ có một phần lãnh thổ quốc gia thuộc quyền của Anh và Liberia, Philippines, Liên bang Micronesia, Quần đảo Marshall và Palau, là lãnh thổ của Mỹ. Tiếng Anh là ngôn ngữ chính thức duy nhất của Khối thịnh vượng chung và Hiệp hội các quốc gia Đông Nam Á (ASEAN). Tiếng Anh là một trong những ngôn ngữ chính thức của Liên hợp quốc, Liên minh châu Âu, NAFTA, Liên minh châu Phi, Tổ chức hợp tác Hồi giáo, Cộng đồng Caribe, Liên minh các quốc gia Nam Mỹ và nhiều tổ chức quốc tế khác. Mặc dù tiếng Anh là de jure không phải là một ngôn ngữ chính thức ở cấp quốc gia trong các nước Mỹ, hầu hết các tiểu bang và vùng lãnh thổ tại Hoa Kỳ có tiếng Anh như một ngôn ngữ chính thức. Chỉ Puerto Rico sử dụng ngôn ngữ khác tiếng Anh làm ngôn ngữ chính.
Các Vương quốc Anh, các nước Mỹ, Úc và New Zealand, nơi đa số áp đảo của người nói tiếng Anh bản địa cư trú, không có tiếng Anh như một ngôn ngữ chính thức de jure, nhưng tiếng Anh được coi là của họ de facto ngôn ngữ chính thức do vị trí thống trị của nó ở những quốc gia này. 

## Các quốc gia có chủ quyền
| STT | Quốc gia       | Mã Alpha-3 | Khu vực        | Dân số      | Ngôn ngữ chính? |
| --- | -------------- | ---------- | -------------- | ----------- | --------------- |
| 1   | Australia      | AUS        | Châu Đại Dương | 25.019.600  | Đúng            |
| 2   | New Zealand    | NZL        | Châu Đại Dương | 4.893.830   | Đúng            |
| 3   | Vương quốc Anh | GBR        | Châu Âu        | 66.040.229  | Đúng            |
| 4   | Hoa Kỳ         | USA        | Bắc Mỹ         | 328,239,523 | Đúng            |

| STT | Country                          | Mã Alpha-3 | Khu vực                | Dân số1       | Ngôn ngữ chính?                                                                                             |
| --- | -------------------------------- | ---------- | ---------------------- | ------------- | --- |
| 1   | Antigua and Barbuda              | ATG        | Vùng Caribe            | 85,000        | Đúng |
| 2   | Bahamas                          | BHS        | Vùng Caribe            | 331,000       | Đúng |
| 3   | Barbados                         | BRB        | Vùng Caribe            | 294,000       | Đúng |
| 4   | Belize                           | BLZ        | Trung Mỹ               | 288,000       | Đúng |
| 5   | Botswana                         | BWA        | Châu Phi               | 1,882,000     | Không |
| 6   | Burundi                          | BDI        | Châu Phi               | 10,114,505    | Không |
| 7   | Cameroon                         | CMR        | Châu Phi               | 22,534,532    | Không |
| 8   | Canada                           | CAN        | Bắc Mỹ                 | 35,985,751    | Đúng (ngoại trừ Quebec, bắc New Brunswick và Nunavut)                                                       |
| 9   | Cook Islands14                   | COK        | Châu Đại Dương         | 20,000        | Đúng |
| 10  | Dominica                         | DMA        | Vùng Caribe            | 73,000        | Đúng |
| 11  | Eswatini                         | SWZ        | Châu Phi               | 1,141,000     | Không |
| 12  | Fiji                             | FJI        | Châu Đại Dương         | 828,000       | Đúng (được sử dụng như ngôn ngữ cầu nối, dùng phổ biến và rộng rãi trong chinh phủ, giáo dục và thương mại) |
| 13  | Gambia                           | GMB        | Châu Phi               | 1,709,000     | Không |
| 14  | Ghana                            | GHA        | Châu Phi               | 27,000,000    | Đúng (được sử dụng như ngôn ngữ cầu nối)                                                                    |
| 15  | Grenada                          | GRD        | Vùng Caribe            | 111,000       | Đúng (ngoại trừ số ít sủ dụng tiếng Pháp bồi)                                                               |
| 16  | Guyana                           | GUY        | Nam Mỹ                 | 738,000       | Đúng |
| 17  | India                            | IND        | Châu Á                 | 1,247,540,000 | Không (but official and educational)                                                                        |
| 18  | Ireland                          | IRL        | Châu Âu                | 4,900,000     | Đúng (Irish is co-official)                                                                                 |
| 19  | Jamaica                          | JAM        | Vùng Caribe            | 2,714,000     | Đúng |
| 20  | Kenya                            | KEN        | Châu Phi               | 45,010,056    | Đúng (in business and education)                                                                            |
| 21  | Kiribati                         | KIR        | Châu Đại Dương         | 95,000        | Không |
| 22  | Lesotho                          | LSO        | Châu Phi               | 2,008,000     | Không |
| 23  | Liberia                          | LBR        | Châu Phi               | 3,750,000     | Đúng |
| 24  | Malawi                           | MWI        | Châu Phi               | 16,407,000    | Không |
| 25  | Malta                            | MLT        | Châu Âu                | 430,000       | Không (but official and in business / education)                                                            |
| 26  | Marshall Islands                 | MHL        | Châu Đại Dương         | 59,000        | Không |
| 27  | Mauritius                        | MUS        | Châu Phi / Ấn Độ Dương | 1,262,000     | Không |
| 28  | Micronesia                       | FSM        | Châu Đại Dương         | 110,000       | Không |
| 29  | Namibia                          | NAM        | Châu Phi               | 2,074,000     | Không (used as lingua franca)                                                                               |
| 30  | Nauru                            | NRU        | Châu Đại Dương         | 10,000        | Không (but widely spoken)                                                                                   |
| 31  | Nigeria                          | NGA        | Châu Phi               | 182,202,000   | Đúng (used as lingua franca)                                                                                |
| 32  | Niue14                           | NIU        | Châu Đại Dương         | 1,600         | Không |
| 33  | Pakistan                         | PAK        | Châu Á                 | 212,742,631   | Không (but official and educational)                                                                        |
| 34  | Palau                            | PLW        | Châu Đại Dương         | 20,000        | Không |
| 35  | Papua New Guinea                 | PNG        | Châu Đại Dương         | 7,059,653     | Đúng |
| 36  | Philippines17                    | PH16       | Châu Á                 | 102,885,100   | Đúng (co-official with Filipino)                                                                            |
| 37  | Rwanda                           | RWA        | Châu Phi               | 11,262,564    | Không (but official and educational)                                                                        |
| 38  | Saint Kitts and Nevis            | KNA        | Vùng Caribe            | 50,000        | Đúng |
| 39  | Saint Lucia                      | LCA        | Vùng Caribe            | 165,000       | Đúng |
| 40  | Saint Vincent and the Grenadines | VCT        | Vùng Caribe            | 120,000       | Đúng |
| 41  | Samoa                            | WSM        | Châu Đại Dương         | 188,000       | Không |
| 42  | Seychelles                       | SYC        | Châu Phi / Ấn Độ Dương | 87,000        | Không |
| 43  | Sierra Leone                     | SLE        | Châu Phi               | 6,190,280     | Đúng |
| 44  | Singapore                        | SGP        | Châu Á                 | 5,469,700     | Đúng (used as lingua franca, mostly and widely spoken, and educational)                                     |
| 45  | Solomon Islands                  | SLB        | Châu Đại Dương         | 507,000       | Không |
| 46  | South Africa                     | ZAF        | Châu Phi               | 54,956,900    | Không (but official, educational and lingua franca in formal economy)                                       |
| 47  | South Sudan                      | SSD        | Châu Phi               | 12,340,000    | Không |
| 48  | Sudan                            | SDN        | Châu Phi               | 40,235,000    | Không |
| 49  | Tanzania                         | TZA        | Châu Phi               | 51,820,000    | Không |
| 50  | Tonga                            | TON        | Châu Đại Dương         | 100,000       | Không |
| 51  | Trinidad and Tobago              | TTO        | Vùng Caribe            | 1,333,000     | Đúng |
| 52  | Tuvalu                           | TUV        | Châu Đại Dương         | 11,000        | Không |
| 53  | Uganda                           | UGA        | Châu Phi               | 37,873,253    | Không (but official and educational)                                                                        |
| 54  | Vanuatu                          | VUT        | Châu Đại Dương         | 226,000       | Không |
| 55  | Zambia                           | ZMB        | Châu Phi               | 16,212,000    | Không |
| 56  | Zimbabwe                         | ZWE        | Châu Phi               | 13,061,239    | Không (used as lingua franca)                                                                               |

| Không | Quốc gia             | Khu vực                      | Dân số 1    |
| ----- | -------------------- | ---------------------------- | ----------- |
| 1     | Bahrain              | Châu Á / Trung Đông          | 1.378.000   |
| 2     | Bangladesh           | Châu Á                       | 150.039.000 |
| 3     | Brunei               | Châu Á                       | 415.717     |
| 4     | Cyprus               | Châu Âu, Châu Á / Trung Đông | 1.141.166   |
| 5     | Eritrea              | Châu Phi                     | 6.234.000   |
| 6     | Ethiopia             | Châu Phi                     | 85.000.000  |
| 7     | Israel               | Châu Á / Trung Đông          | 8,051,200   |
| 8     | Jordan               | Châu Á / Trung Đông          | 9,882,401   |
| 9     | Kuwait               | Châu Á / Trung Đông          | 4.348.395   |
| 10    | Malaysia             | Châu Á                       | 30.018.242  |
| 11    | Maldives             | Châu Á                       | 427,756     |
| 12    | Myanmar              | Châu Á                       | 51,486,253  |
| 13    | Oman                 | Châu Á / Trung Đông          | 4,424,762   |
| 14    | Qatar                | Châu Á / Trung Đông          | 2,675,522   |
| 15    | Sri Lanka            | Châu Á                       | 20.277.597  |
| 16    | United Arab Emirates | Châu / Trung Đông            | 5.779.760   |

## Các thực thể không có chủ quyền
| Thực thể                    | Khu vực           | Dân số 1  | Ngôn ngữ chính?                             |
| --------------------------- | ----------------- | --------- | ------------------------------------------- |
| Akrotiri and Dhekelia       | Châu Âu           | 15.700    | Không                                       |
| American Samoa 11           | Châu Đại Dương    | 67.700    | Có (Cùng với Samoa)                         |
| Anguilla                    | Vùng Caribe       | 13.101    | Đúng                                        |
| Bermuda 9                   | Bắc Mỹ            | 65.000    | Đúng                                        |
| British Virgin Islands      | Vùng Caribe       | 23.000    | Đúng                                        |
| Cayman Islands              | Vùng Caribe       | 47.000    | Đúng                                        |
| Curaçao                     | Vùng Caribe       | 150,563   | Không                                       |
| Falkland Islands            | Nam Đại Tây Dương | 3.000     | Đúng                                        |
| Gibraltar                   | Châu Âu           | 33.000    | Đúng                                        |
| Guam 4                      | Châu Đại Dương    | 173.000   | Không (<50% dân số)                         |
| Hong Kong 2                 | Châu Á            | 7.097.600 | Không (tiếng Quảng Đông chủ yếu được nói)   |
| Isle of Man 8               | Châu Âu           | 80.058    | Đúng                                        |
| Jersey 6                    | Châu Âu           | 89.300    | Đúng                                        |
| Norfolk Island              | Châu Úc           | 1,828     | Đúng                                        |
| Northern Mariana Islands 7  | Châu Đại Dương    | 53.883    | Không                                       |
| Pitcairn Islands 13         | Châu Đại Dương    | 50        | Đúng                                        |
| Puerto Rico 3               | Vùng Caribe       | 3.991.000 | Không (tiếng Tây Ban Nha là ngôn ngữ chính) |
| Bản mẫu:Country data Rotuma | Châu Đại Dương    |           | Không                                       |
| Sint Maarten                | Vùng Caribe       | 40.900    | Đúng                                        |
| Turks and Caicos Islands    | Vùng Caribe       | 26.000    | Đúng                                        |
| U.S. Virgin Islands 5       | Vùng Caribe       | 111.000   | Đúng                                        |

| Thực thể                       | Khu vực           | Dân số 1 |
| ------------------------------ | ----------------- | -------- |
| British Indian Ocean Territory | Ấn Độ Dương       | 3.000    |
| Guernsey 10                    | Châu Âu           | 61.811   |
| Montserrat                     | Vùng Caribe       | 5,900    |
| Saint Helena                   | Nam Đại Tây Dương | 5.660    |

| Thực thể                   | Khu vực        | Dân số 1 |
| -------------------------- | -------------- | -------- |
| Christmas Island 12        | Châu Úc        | 1,508    |
| Cocos (Keeling) Islands 16 | Châu Úc        | 596      |
| Tokelau                    | Châu Đại Dương | 1.400    |

## Khu vực
Trong các phân khu quốc gia này, tiếng Anh có tư cách chính thức, nhưng tiếng Anh không phải là chính thức ở các quốc gia tương ứng của họ ở cấp quốc gia. 
| Subdivision              | Country        | Region         | Population |
| ------------------------ | -------------- | -------------- | ---------- |
| Alabama                  | Hoa Kỳ         | Bắc Mỹ         | 4,833,722  |
| Alaska                   | Hoa Kỳ         | Bắc Mỹ         | 735,132    |
| Arizona                  | Hoa Kỳ         | Bắc Mỹ         | 6,626,624  |
| Arkansas                 | Hoa Kỳ         | Bắc Mỹ         | 2,959,373  |
| California               | Hoa Kỳ         | Bắc Mỹ         | 38,332,521 |
| Colorado                 | Hoa Kỳ         | Bắc Mỹ         | 5,268,367  |
| Florida                  | Hoa Kỳ         | Bắc Mỹ         | 21,299,325 |
| Georgia                  | Hoa Kỳ         | Bắc Mỹ         | 10,519,475 |
| Hawaii                   | Hoa Kỳ         | Châu Đại Dương | 1,404,054  |
| Idaho                    | Hoa Kỳ         | Bắc Mỹ         | 1,612,136  |
| Illinois                 | Hoa Kỳ         | Bắc Mỹ         | 12,882,135 |
| Indiana                  | Hoa Kỳ         | Bắc Mỹ         | 6,570,902  |
| Iowa                     | Hoa Kỳ         | Bắc Mỹ         | 3,090,416  |
| Kansas                   | Hoa Kỳ         | Bắc Mỹ         | 2,893,957  |
| Kentucky                 | Hoa Kỳ         | Bắc Mỹ         | 4,395,295  |
| Louisiana                | Hoa Kỳ         | Bắc Mỹ         | 4,670,724  |
| Massachusetts            | Hoa Kỳ         | Bắc Mỹ         | 6,794,422  |
| Mississippi              | Hoa Kỳ         | Bắc Mỹ         | 2,991,207  |
| Missouri                 | Hoa Kỳ         | Bắc Mỹ         | 6,083,672  |
| Montana                  | Hoa Kỳ         | Bắc Mỹ         | 1,015,165  |
| Nebraska                 | Hoa Kỳ         | Bắc Mỹ         | 1,868,516  |
| New Hampshire            | Hoa Kỳ         | Bắc Mỹ         | 1,323,459  |
| North Carolina           | Hoa Kỳ         | Bắc Mỹ         | 9,848,060  |
| North Dakota             | Hoa Kỳ         | Bắc Mỹ         | 723,393    |
| Northern Ireland         | United Kingdom | Châu Âu        | 1,876,695  |
| Oklahoma                 | Hoa Kỳ         | Bắc Mỹ         | 3,850,568  |
| Saba                     | Hà Lan         | Vùng Caribe    | 1,991      |
| San Andrés y Providencia | Colombia       | Nam Mỹ         | 75,167     |
| Sarawak                  | Malaysia       | Châu Á         | 2,471,140  |
| Scotland                 | United Kingdom | Châu Âu        | 5,424,800  |
| Sint Eustatius           | Hà Lan         | Vùng Caribe    | 3,897      |
| South Carolina           | Hoa Kỳ         | Bắc Mỹ         | 4,774,839  |
| South Dakota             | Hoa Kỳ         | Bắc Mỹ         | 844,877    |
| Tennessee                | Hoa Kỳ         | Bắc Mỹ         | 6,495,978  |
| Texas                    | Hoa Kỳ         | Bắc Mỹ         | 27,469,114 |
| Utah                     | Hoa Kỳ         | Bắc Mỹ         | 2,900,872  |
| Virginia                 | Hoa Kỳ         | Bắc Mỹ         | 8,260,405  |
| Wales                    | United Kingdom | Châu Âu        | 3,125,000  |
| West Virginia            | Hoa Kỳ         | Bắc Mỹ         | 1,844,128  |
| Wyoming                  | Hoa Kỳ         | Bắc Mỹ         | 582,658    |